# Martin Bjørnbak
Martin Bjørnbak, né le 22 mars 1992 à Mo i Rana en Norvège, est un footballeur norvégien, qui évolue au poste de défenseur central au Molde FK.

## Biographie

### Débuts professionnels
Né à Mo i Rana en Norvège, Martin Bjørnbak commence le football dans le club local de l'IL Stålkameratene (en).
Il joue pendant une saison au FK Bodø/Glimt en deuxième division norvégienne avant de rejoindre le FK Haugesund, club avec lequel il découvre l'Eliteserien, l'élite du football norvégien. Jouant son premier match sous ses nouvelles couleurs dans cette compétition, le 25 mars 2012, lors de la première journée de la saison 2012 face au Vålerenga Fotball. Titularisé, il écope d'un carton rouge après trente minutes de jeu et son équipe s'incline par deux buts à un.
Le 24 novembre 2015 est annoncé le retour de Martin Bjørnbak au FK Bodø/Glimt, où il signe un contrat de trois ans, prenant effet au 1er janvier 2016.

### Molde FK
Le 17 janvier 2019, Martin Bjørnbak s'engage pour quatre ans avec le club du Molde FK. Il est directement titularisé lors de son premier match, le 31 mars 2019, lors de la première journée de la saison 2019 face au Sarpsborg 08 FF(1-1). Il devient champion de Norvège à l'issue de la saison 2019.
Il inscrit son premier but pour Molde le 24 mai 2021, face au Rosenborg BK, en championnat. Il donne la victoire à son équipe avec ce but de la tête dans les dernières minutes du match, sur un service de Eirik Hestad. Bjørnbak marque de nouveau le 16 juin suivant, contre le Sarpsborg 08 FF, en championnat. Il participe à la victoire de son équipe par quatre buts à un.

### En équipe nationale
Martin Bjørnbak joue un seul match avec l'équipe de Norvège des moins de 20 ans, le 11 octobre 2012 contre les Pays-Bas. Il est titularisé et son équipe s'impose par deux buts à un.
Il reçoit sa première sélection avec l'équipe de Norvège espoirs le 1er juin 2012, contre l'Azerbaïdjan. Une rencontre remportée par les Norvégiens sur le score de un but à zéro.

## Palmarès
Molde FK
- Championnat de Norvège (2) :
  - Champion : 2019 et 2022.